# Teoria inteligentnego spadania
Teoria inteligentnego spadania – koncepcja znana już przynajmniej w XVII wieku mówiąca o tym, że przyciąganiem się obiektów kieruje jakiś „inteligentny byt”. Ta sama nazwa jest także opracowaną w XX wieku parodią koncepcji inteligentnego projektu.
Pod koniec XX wieku IF (od ang. Intelligent Falling) stała się także satyryczną odpowiedzią na debatę na temat teorii ewolucji i poglądu inteligentnego projektu. "Teoria" ta mówi, że rzeczy spadają nie dlatego, że działa na nie siła grawitacji, ale ponieważ wyższy inteligentny byt popycha je w dół.
Pierwsza znana wzmianka o „inteligentnym bycie” kierującym przyciąganiem się obiektów pojawia się w liście Isaaca Newtona do Richarda Bentleya z 1692, w którym napisał on, iż „odpowiadając na Pana pytanie uważam, że sposób w jaki planety poruszają się po orbitach nie mógł powstać sam z siebie, ale został spowodowany «inteligentnym bytem».”. W 1842 Karol Darwin komentując krytykę na temat opracowanej przez niego teorii selekcji naturalnej napisał „co by powiedzieli astronomowie na pomysł, że planety nie poruszają się dzięki prawom grawitacji, ale tylko dzięki temu, że to Twórca nakazał im poruszanie się w specyficzny sposób”.
Współcześni zwolennicy tej satyrycznej „teorii” (w zasadzie hipotezy) używają argumentów według nich analogicznych do stosowanych przez zwolenników inteligentnego projektu. Twierdzą między innymi, że wersje teorii grawitacji nie są ani wewnętrznie spójne, ani matematycznie do pogodzenia z mechaniką kwantową – więc grawitacja jest „teorią przeżywającą kryzys”, a alternatywna „teoria” inteligentnego spadania powinna być nauczana w szkołach, by pozwolić uczniom na podjęcie własnej decyzji w tej sprawie. W 2005 r. stworzona została satyryczna internetowa petycja na rzecz traktowania inteligentnego spadania na równi z inteligentnym projektem podczas podejmowania decyzji o tym, jakie teorie powinny być nauczane w szkołach.